# Сушки (Коростенський район)
Су́шки — село в Україні, в Коростенському районі Житомирської області. Населення становить 253 особи. У населеному пункті діє Сушківська загальноосвітня школа І-ІІІ ступенів, де навчається 50 дітей. У селі Сушки працює аптека, амбулаторія, 2 магазини. Більшість жителів села займаються сільським господарством та працюють у лісовій сфері.

## Символіка
Символіка села була затверджена рішенням позачергової двадцять другої сесії VII скликання від № 125 07 липня 2017 року «Про герб і прапор села Сушки Коростенського району Житомирської області».
На гербі у золотому обрамленні — традиційний краєвид села Сушки: зелені поля, на яких зображені дерево та конюшина. На верхній частині герба — корона з традиційного для древлянського краю жита. У нижній частині — вказана дата першої письмової згадки про село Сушки — 1501 рік та зазначена назва села «Сушки».

## Історія

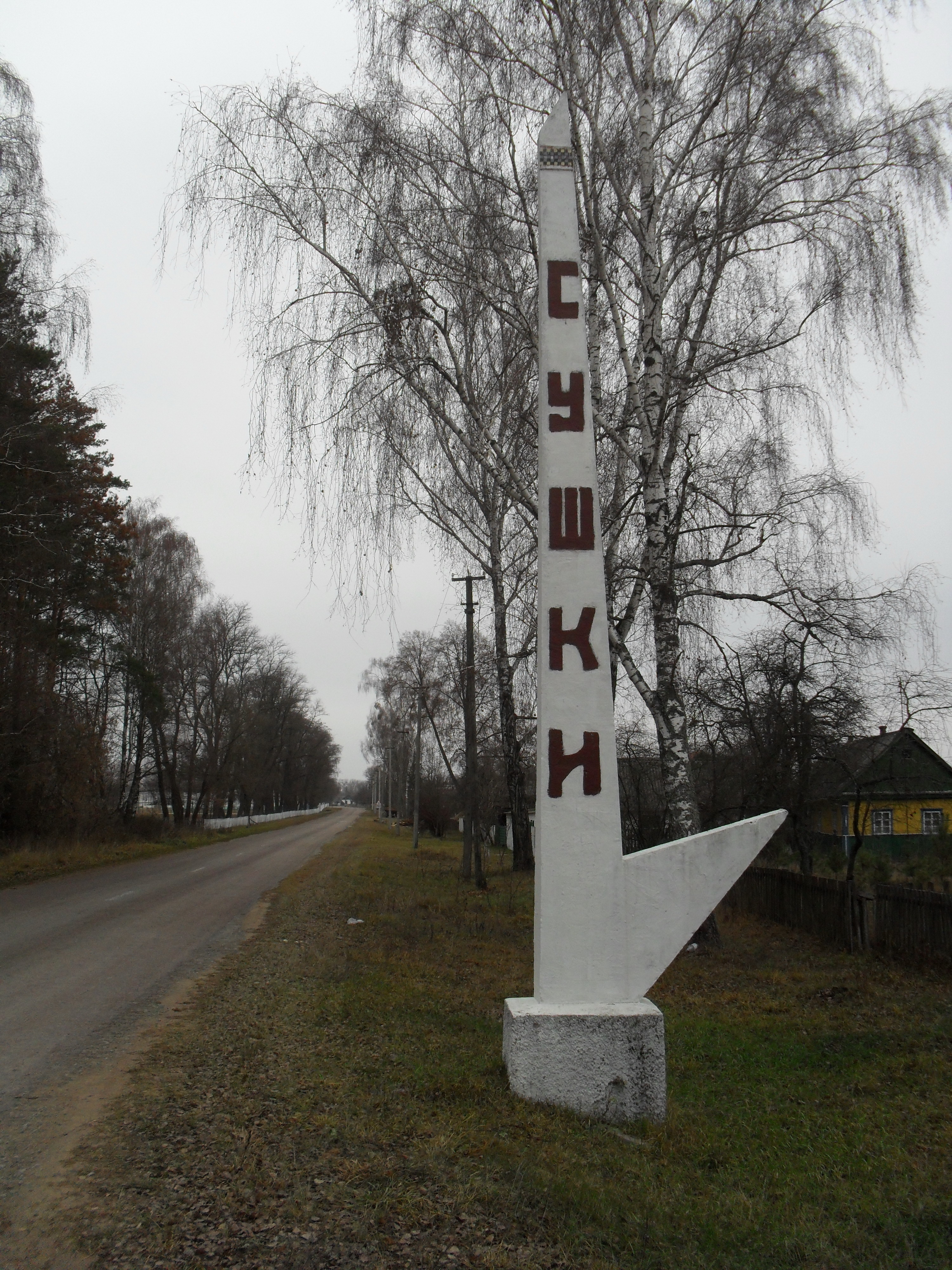
При в'їзді у село

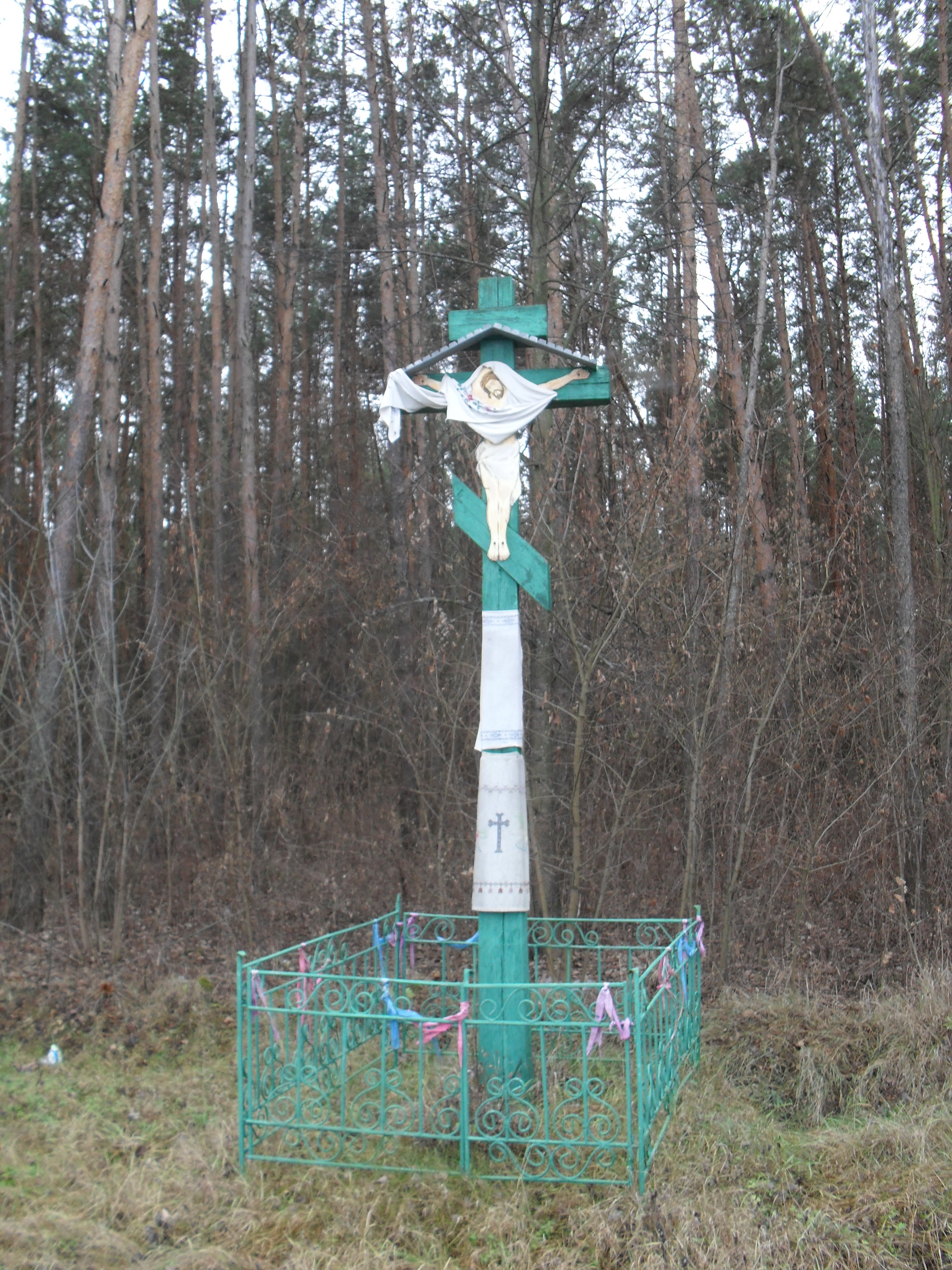
Хрест при в'їзді до села

Церква

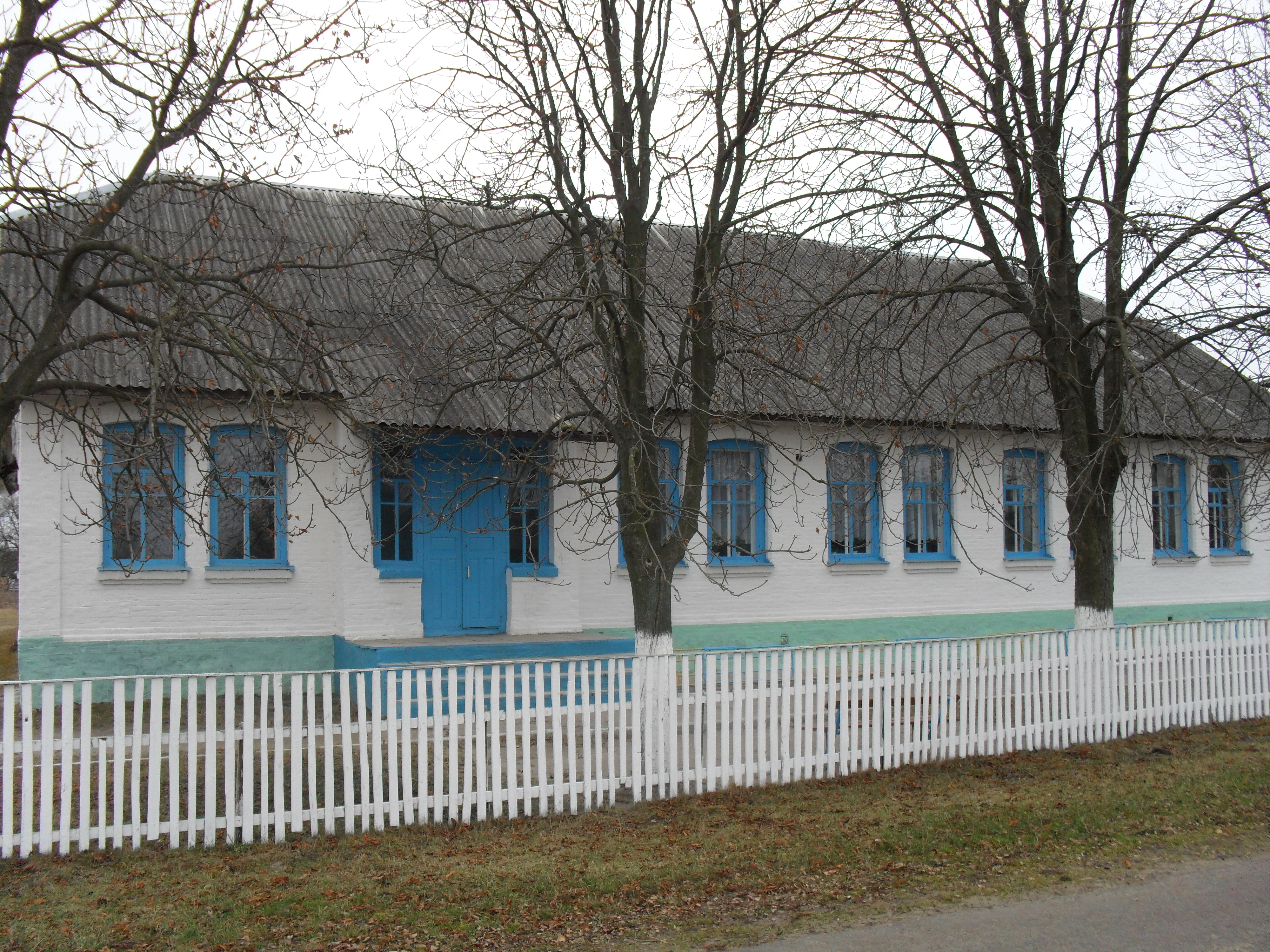
Школа

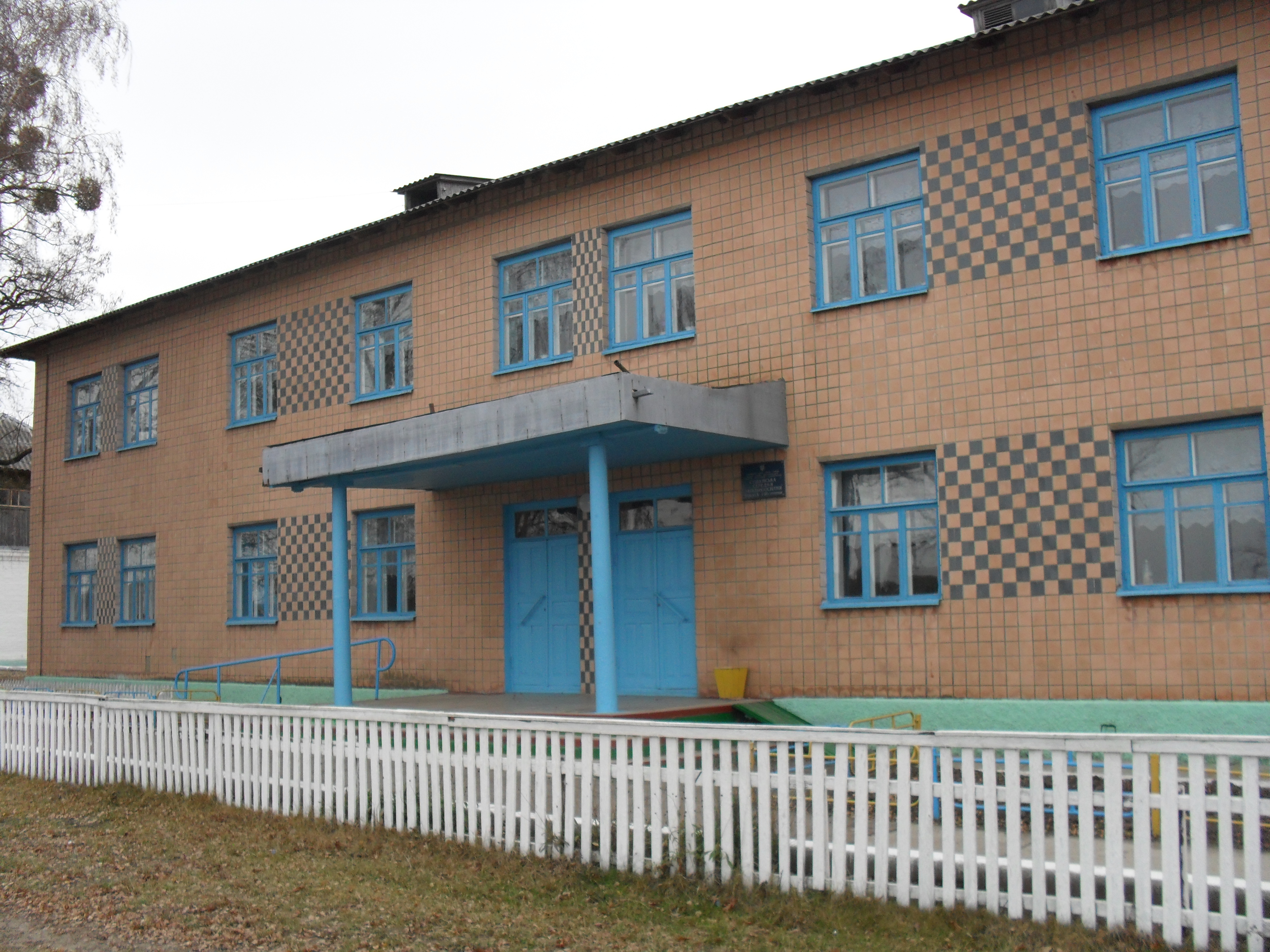
Головний корпус школи

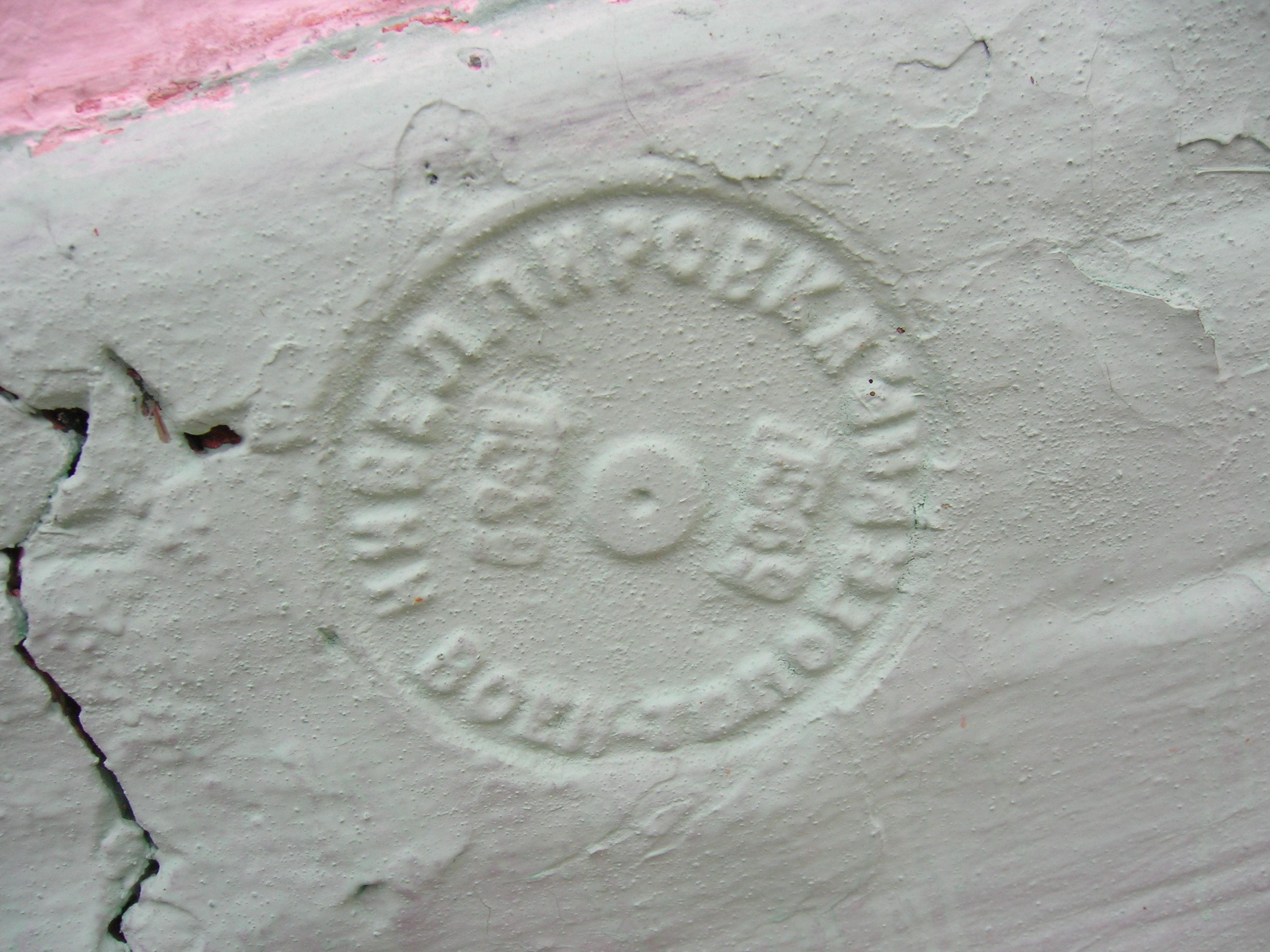
Печатка про завершення будівництва школи в Сушках у 1889 році

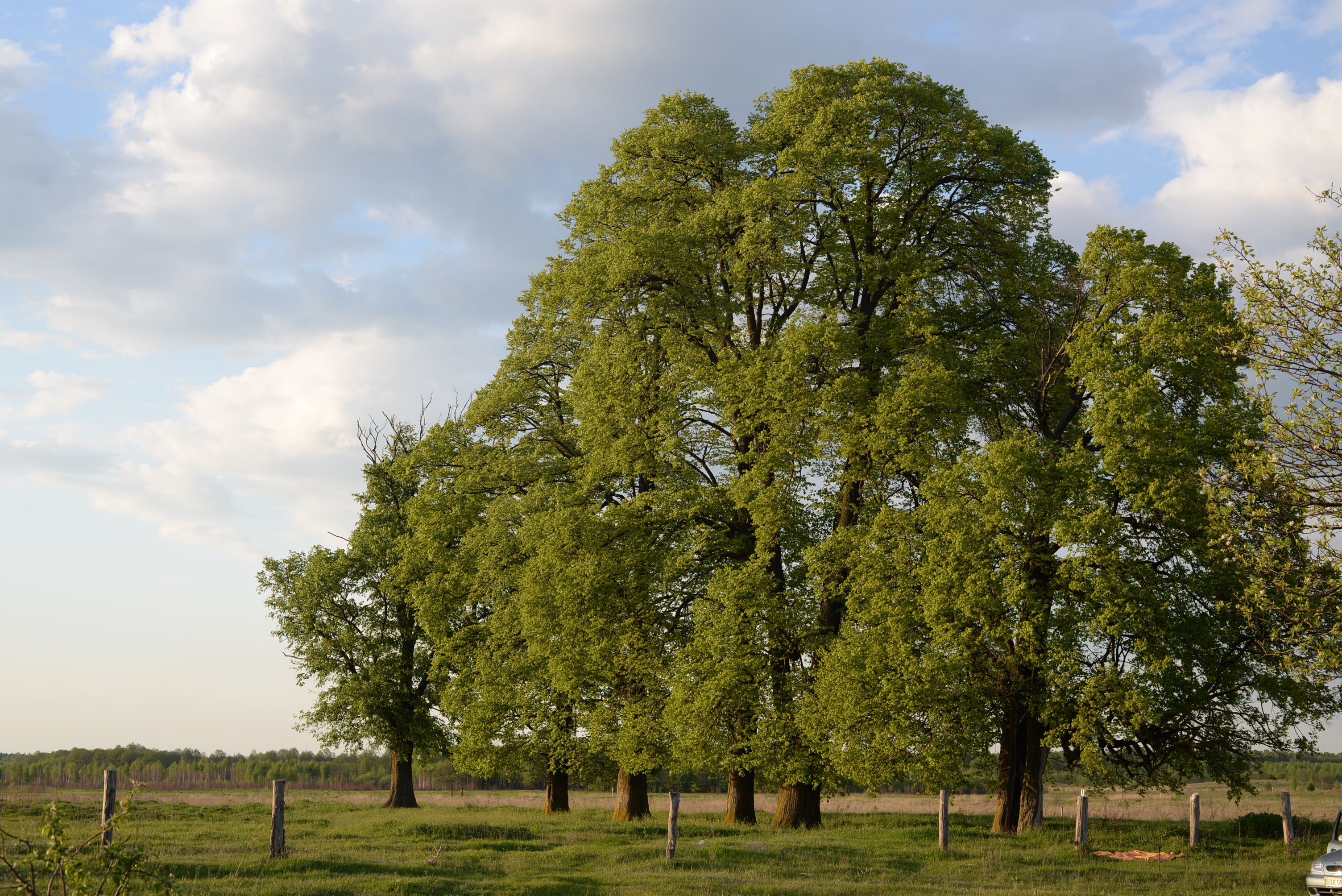
«Три липи»

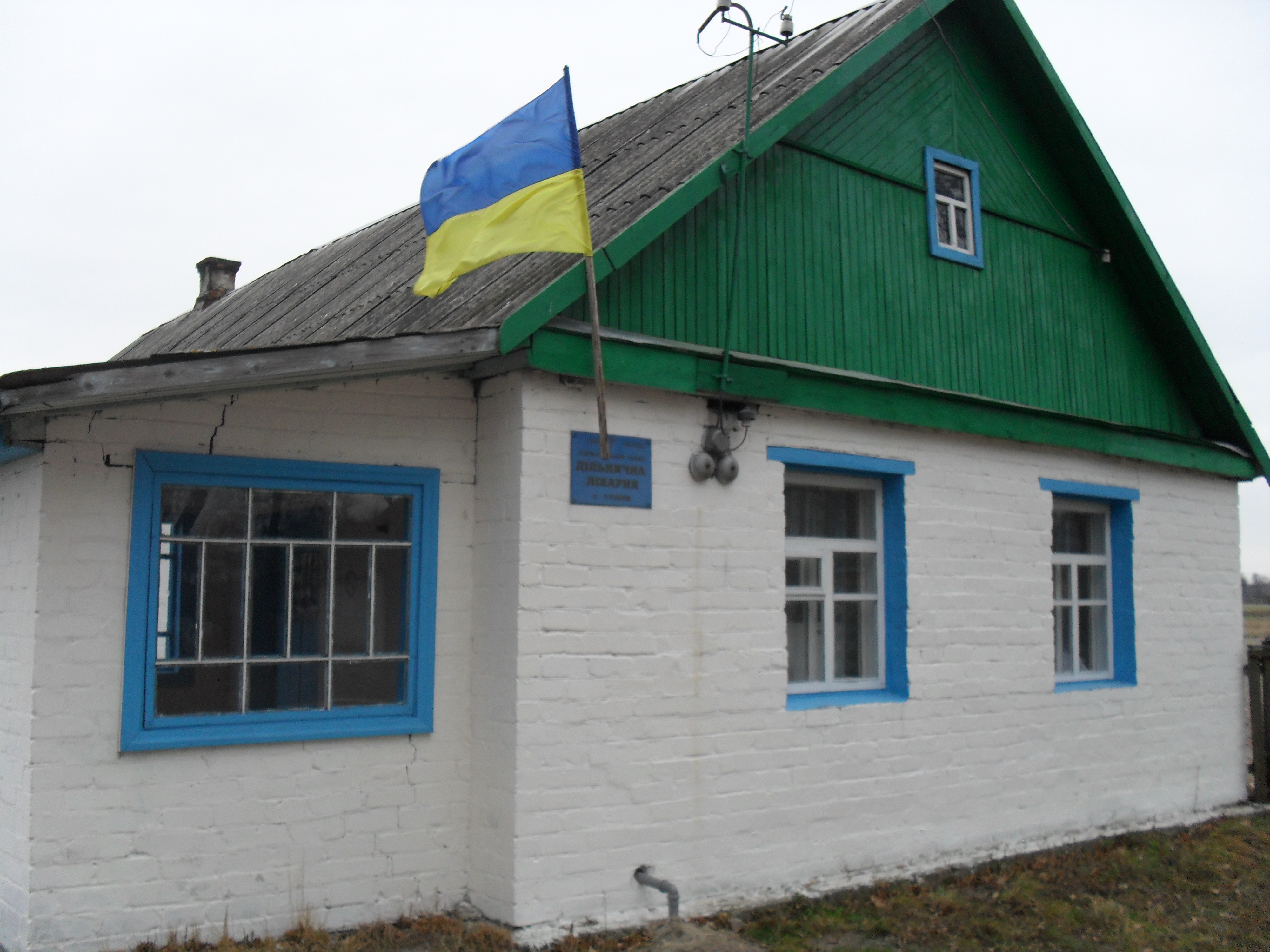
Дільнича лікарня

Пошта

Ставок у Сушках

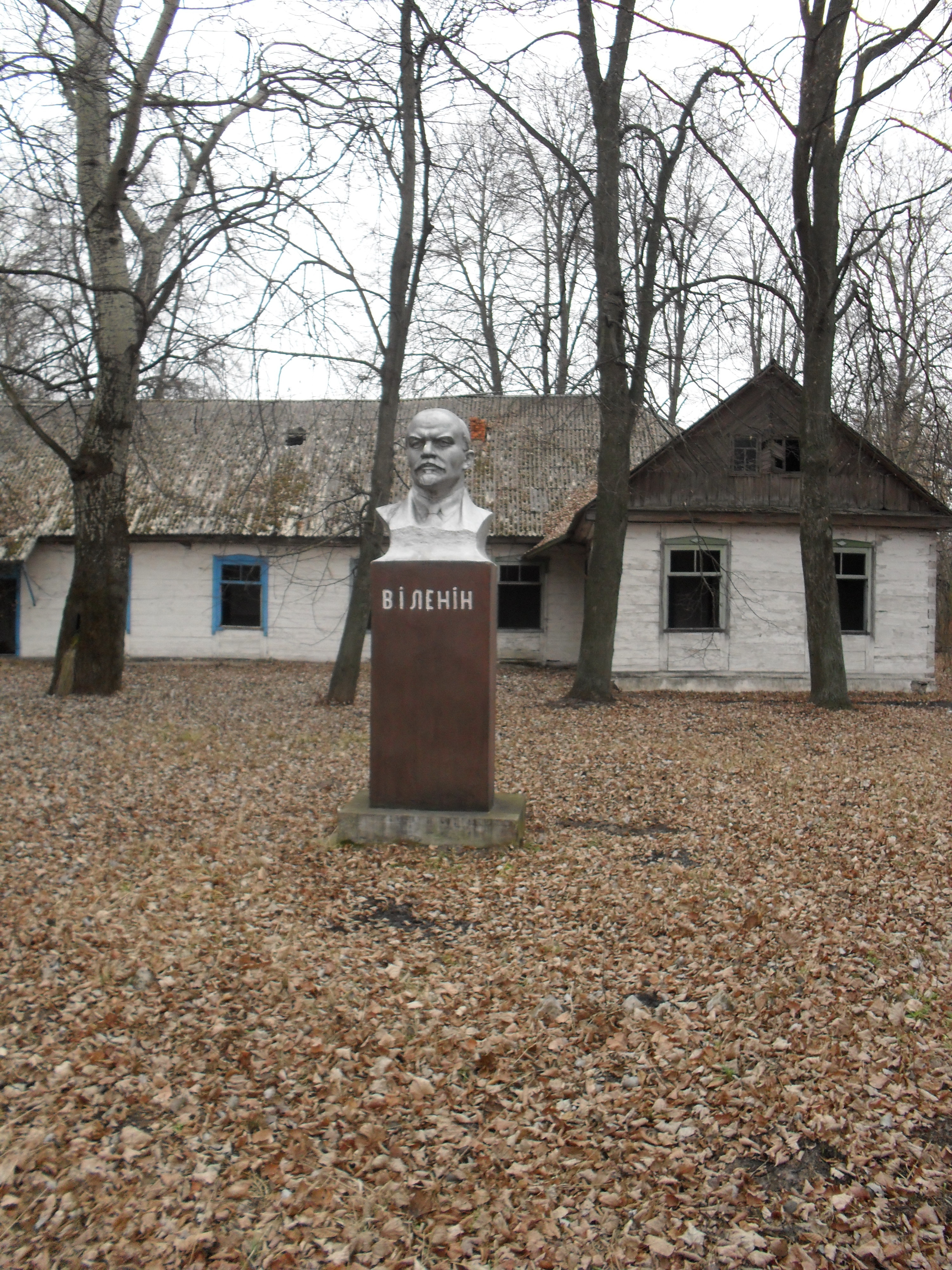
Пам'ятник В. І. Леніну знесений 6 липня 2014

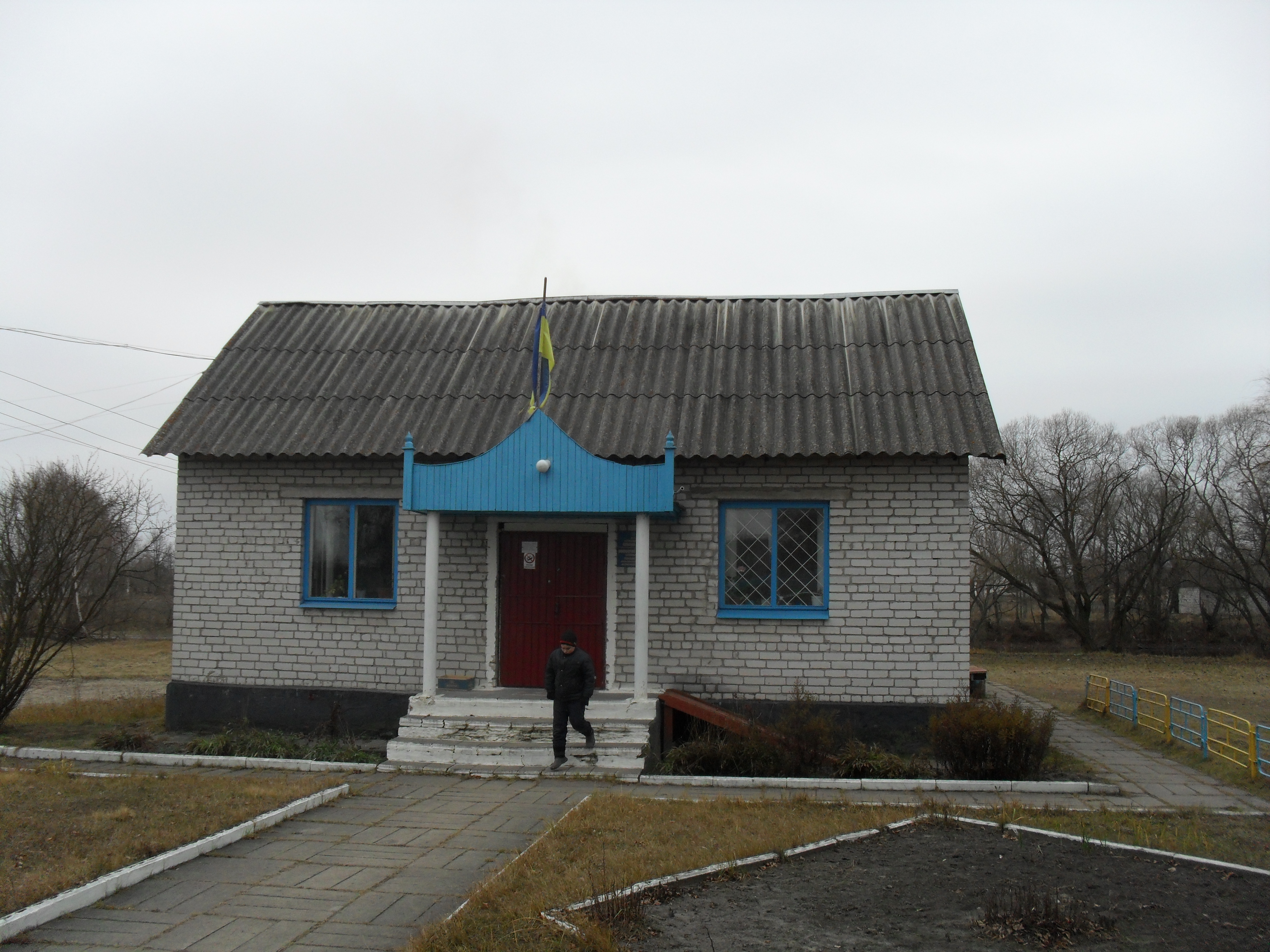
Сушківська сільська рада

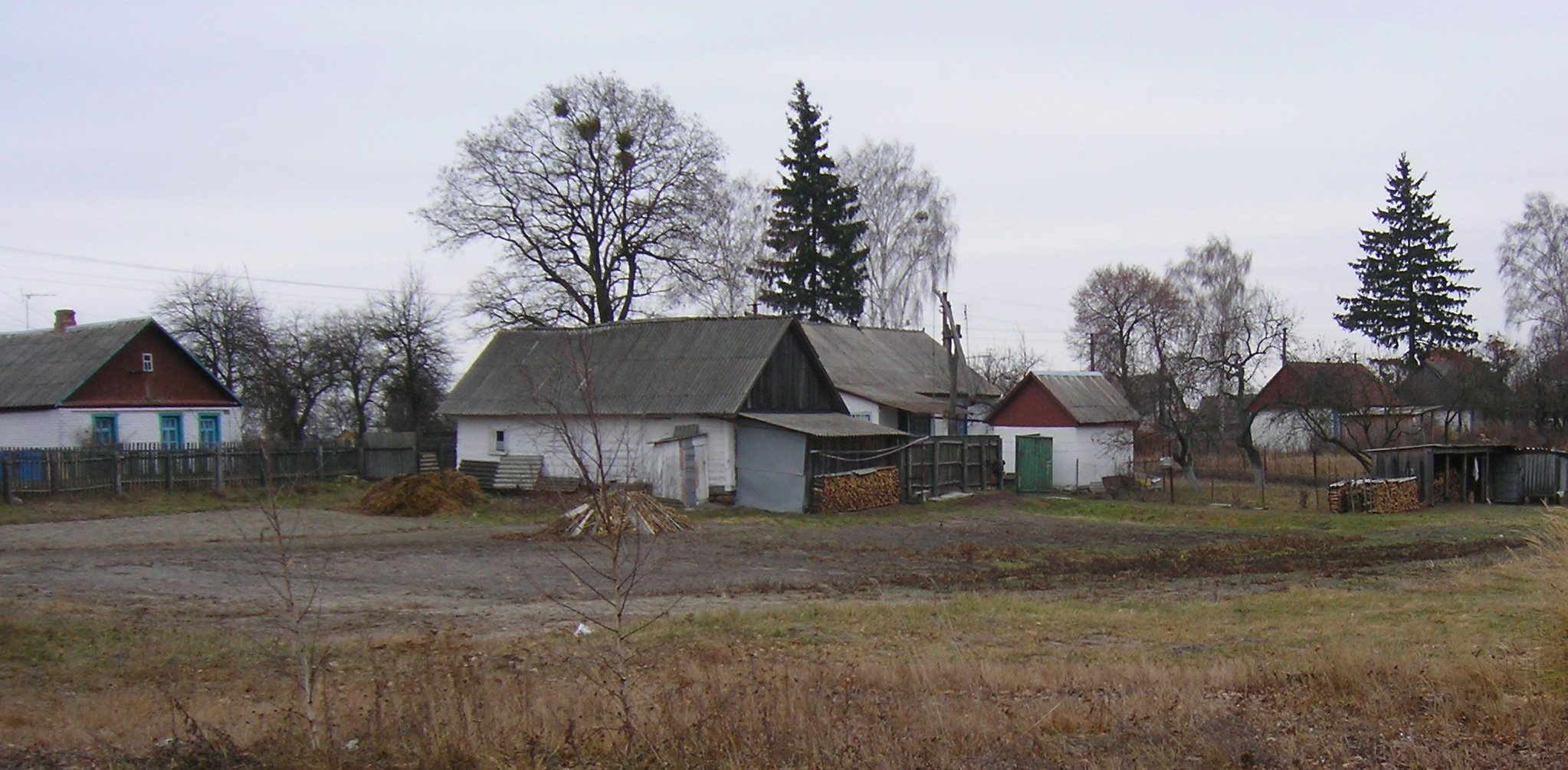
Будинки у Сушках

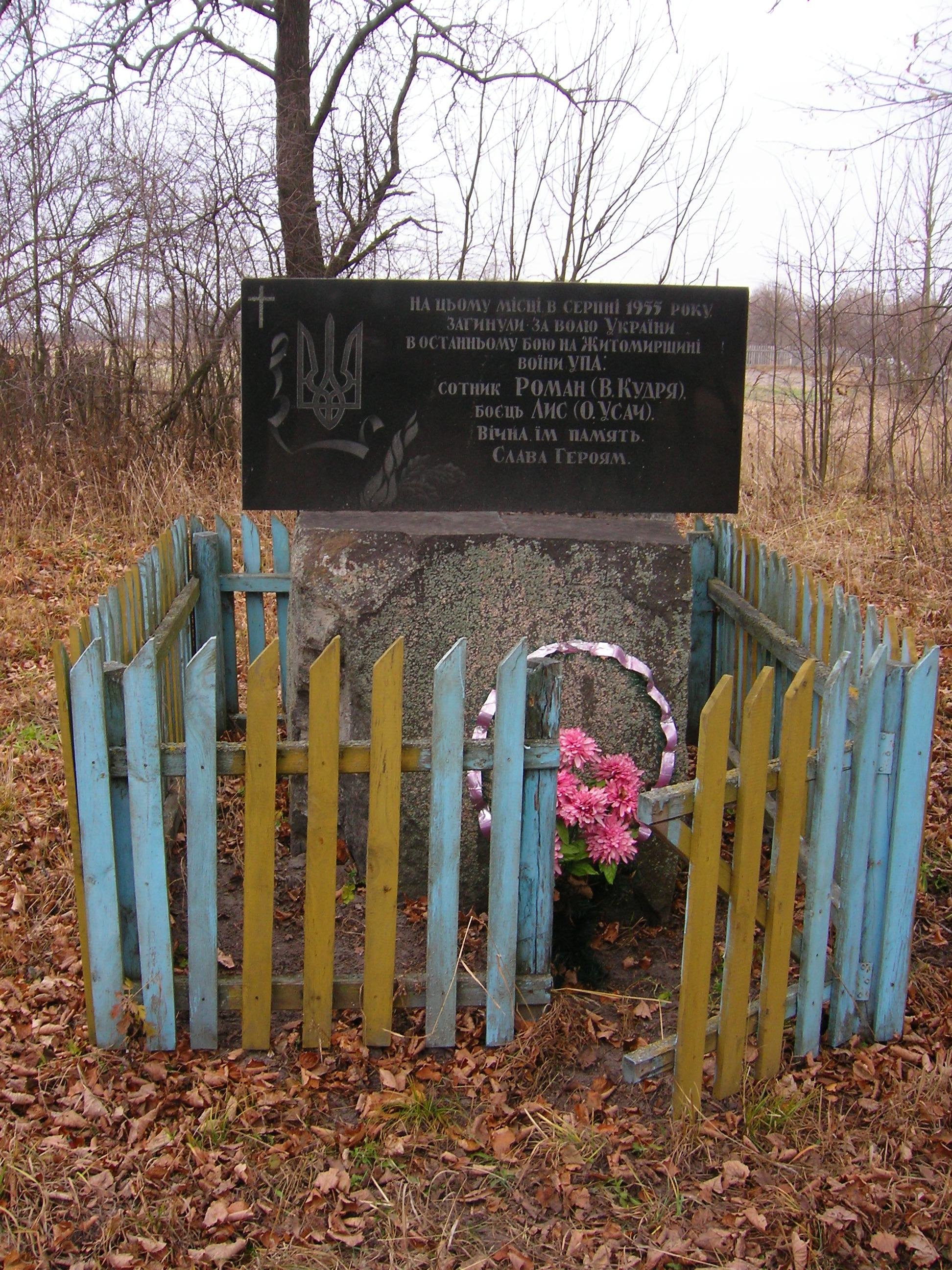
Пам'ятний знак загиблим у Сушках воїнам УПА, зруйнований 12 серпня 2014

У селі Сушки було виявлено історичну пам'ятку (кераміка з відбитками шнура, штампу), яка відноситься до поселення фінального Трипілля етапу СІІ. Історичне поселення розташоване поблизу села.
Історія села Сушки відображена у двох книгах:
- історичний нарис «Село Сушки в минулому», автором якого є житель села Сушки Хотян Володимир Степанович
- книга «Фотоісторія села Сушки», автором якого є житель села Сушки Щербина Микола Адамович (батько українського політтехнолога Щербини Петра Миколайовича).
У писемних джерелах населений пункт вперше згадується в інвентаризації міста Житомир від 1501 року під назвою Шушковець. Під назвою Сушки село згадується у жовтні 1699 року в скаргах тарноградського старости Федора Немирича на козацьких полковників Семена Палія та Захара Іскру.
Уся земля належала польському поміщику Тишкевичу. У 1894 році було прийнято рішення про розмежування земель. Поміщик найняв землеміра, який разом із уповноваженим від громади відділив навколо села земельний масив для селян розміром 4730 десятин, в середньому по 52 десятини на кожен з 90 дворів, а також 50 десятин орної землі для церкви. На південь від населеного пункту, біля свого фільварка, Тишкевич наміряв для себе 250 десятин найкращої землі, що стала називатися «панським ланом».
У 1906 році село Барашівської волості Житомирського повіту Волинської губернії. Відстань від повітового міста 73 верст, від волості 23. Дворів 296, мешканців 1781.
У 1912 році у Сушках було відкрито двукласне сільське училище.
Навесні 1919 року у селі було утворено ревком, головою якого було обрано Я. Кухарчука. Восени 1920 року було організовано комнезам.
Восени 1920 року на території Сушківської сільради було організовано 5 колгоспів: колгосп «Індустрія», колгосп імені Будьонного, колгосп «Червоний Хлібороб», колгосп «Новий шлях» та колгосп «Новина».
Під час Другої світової війни через село проходила ІІ лінія оборони радянських військ.
20 липня 1941 року село Сушки було захоплено німецькими військами. Під час окупації було спалено 12 будівель колгоспу та колгоспників, знищено парк та сільськогосподарський реманент. Окупанти закатували та розстріляли 9 осіб, силоміць вивезли на каторжні роботи до Німеччини 280 жителів села, переважно молодь.
На фронтах Другої світової війни воювало 233 мешканці села Сушки. За проявлений героїзм 119 з них було нагороджено орденами та медалями, 114 осіб загинуло.
8 липня 1955 року по вулиці Рудня у Сушках відбувся останній бій бійців УПА на Житомирщині проти військ НКВС. 8 липня 1955 року садибу Марії Яценко на західній околиці села Сушки оточило кілька сотень НКВСівців, які через динаміки зажадали від повстанців здатися. Їх було в криївці двоє — сотенний «Роман» (Володимир Кудра) та вояк «Лис» (Олександр Усач, як буде встановлено аж через сорок років уже в незалежній українській державі). У відповідь карателі почули: «Вояки УПА не здаються!». У Сушках було встановлено і спеціальний пам'ятний знак на честь загиблих повстанців сотні «Романа». Розпочавшись вночі, бій тривав майже 10 годин. Енкаведисти підпалили хату, з якої відстрілювалися «Роман» і «Лис». Вояки УПА вискочили з хати і кинулися в різні боки. Але село було оточене щільним кільцем, і їх застрелили. Московські карателі були подивовані незламністю упівців, адже їх було у сотні разів менше. Та для українців цей нерівний бій завершився трагічно. Про подвиг повстанців Володимир Плотницький написав книгу «Останні постріли повстанців». У ній він описує 13-річну боротьбу повстанської сотні «Романа», яка діяла на Волині, Рівненщині та Житомирщині.
На початку післявоєнних 50-х років село Сушки налічувало 432 двори, а в селі проживали 1649 осіб.
У 1972 році в один колгосп було об'єднано два колгоспи: імені Малиновського та «50-річчя Жовтня» сусіднього села Білка. Головою нового колгоспу було обрано Івана Зіновійовича Філоненка. Під його керівництвом об'єднаний спецгосп «50-річчя Жовтня» став одним із найкращих у Коростенському районі.
Навесні 1989 року розпочалося будівництво храму в селі Сушки. 14 вересня 1991 року було освячено Свято-Миколаївську церкву. На сьогодні настоятелем храму є отець Герасим.
У 1992 році сушківський відділок колгоспу «50-річчя Жовтня» було відокремлено й утворено новий колгосп «Нове життя».
У 2000 році КСП «Нове життя» було реорганізовано у СТОВ «Нове життя». Під час реорганізації було розікрадено майно та техніку колишнього колгоспу. Жителі села звинуватили у розкраданні колишнього голову КСП «Нове життя» Володимира Кузьмича Бойка.
У серпні 2014 року невідомі зруйнували пам'ятник воякам УПА.
Пам'ятник воякам УПА було відновлено та відкрито у липні 2015 року.
До села Сушки у листопаді 2011 року було проведено Вікіекспедицію, під час якої було зафіксовано Пам'ятний знак останньої боївки ОУН-УПА на Житомирщині, приміщення сільського будинку культури, капличку на виїзді із села у напрямку села Гута Ємільчинського району та Кам'яногірський кар'єр, розташований на території Сушківської сільської ради.
Щороку у селі Сушки у серпні проводиться свято — День села Сушки, участь в організації якого бере місцева громада, Сушківська сільська рада, місцеве сільськогосподарське підприємство «Добре Поле». Постійними гостями свята є керівництво Коростенської районної ради та Коростенської районної державної адміністрації.
Колищній орган місцевого самоуправління - Сушківська сільська рада.

## Населення

### Мова
Розподіл населення за рідною мовою за даними перепису 2001 року:
| Мова            | Кількість | Відсоток |
| --------------- | --------- | -------- |
| українська      | 578       | 97.64%   |
| російська       | 11        | 1.85%    |
| білоруська      | 1         | 0.17%    |
| румунська       | 1         | 0.17%    |
| інші/не вказали | 1         | 0.17%    |
| Усього          | 592       | 100%     |

## Видатні особи
16 листопада 1910 р. у селі Сушки народився всесвітньо відомий фізіолог Павло Харченко, який у 1947 році захистив кандидатську дисертацію на тему «Вплив електролітів на серце». Працював у НДІ фізіології Київського державного університету імені Тараса Шевченка. У 1950-60-х роках основним напрямком його наукових досліджень була фізіологія вищої нервової діяльності. Він дослідив динаміку утворення запізнілих умовних рефлексів на подразники з різних аналізаторних систем у собак, механізм розгальмовування під впливом зовнішніх подразників різної сили і тривалості. Вперше показав динаміку гальмівного процесу і перехід його у фазу збудження при виробленні і закріпленні рефлексів. Під його керівництвом у відділі фізіології ВНД НДІ фізіології було одержано дані стосовно аналітико-синтетичної діяльності головного мозку птахів, кролів і собак. У 1959 році захистив докторську дисертацію. У 1960 році видав монографію «Запізнілі умовні рефлекси», у якій узагальнив результати проведених досліджень. З 1964 по 1973 рр. завідував кафедрою фізіології людини і тварин біологічного факультету Київського державного університету імені Тараса Григоровича Шевченка. Під час роботи в університеті був головою профбюро, деканом біологічного факультету, заступником проректора з наукової роботи.
Помер Павло Дмитрович Харченко в 1973 році на 63-му році життя у розквіті творчих сил.
У Сушках розпочинав свою кар'єру український письменник та комерційний директор УНІАН Валерій Нечипоренко, який за направленням із інституту півтора року працював учителем сільської школи. Окрім математики, фізики та астрономії йому доводилося викладати історію, фізкультуру, хімію. Саме в селі Сушки Валерій Нечипоренко познайомився зі своєю майбутньою дружиною Любов'ю Дмитрівною.
У селі Сушки народився кандидат фізико-математичних наук Київського національного університету В. М. Яковенко, генерал-лейтенант та ректор Ульянівского вищого військового училища зв'язку Гузенко Микола Трофимович.
У Сушках народилася доктор педагогічних наук, професор, завідувач кафедри освітології та інноваційної педагогіки Харківського національного педагогічного університету імені Г. С. Сковороди Башкір(Тарасенко) Ольга Іванівна.

## Сьогодення

### Сільська влада
1998 року на виборах сільського голови села Сушки було обрано Катерину Супруненко. 2002 року головою Сушківської сільської ради обрано Харченка Федора Васильовича, якого було знову обрано на цю посаду на виборах сільського голови 26 березня 2006 року. На місцевих виборах 31 жовтня 2010 року сільським головою села Сушки Коростенського району було обрано Максимчук Людмилу Миколаївну. На місцевих виборах 25 жовтня 2015 року сільським головою села Сушки Коростенського району знову було обрано Максимчук Людмилу Миколаївну.
На місцевих виборах 25 жовтня 2015 року депутатом Коростенської районної ради від села Сушки та Кам'яна Гора обрано директора ТОВ «Добре Поле» Тарасенка Володимира Івановича, за якого свої голоси віддали 83,3 % виборців. Це найбільша кількість голосів серед усіх депутатів Коростенської районної ради.

### Сільське господарство
З 2013 році у селі Сушки працює ТОВ «Добре Поле», яке має власну матеріально-технічну базу та займається вирощуванням сільськогосподарських культур, серед яких: жито, пшениця, овес, ячмінь, гречка, багаторічні трави. Директором ТОВ «Добре Поле» є дипломований агроном Тарасенко Володимир Іванович. «Добре Поле» не лише засіває сушківські поля, а й бере активну участь у житті села: створює робочі місця, надається допомога територіальній громаді, школі, церкві.

### Освіта
У 1912 році у Сушках було відкрито двокласне сільське училище.
На сьогодні у селі функціонує загальноосвітня школа I—III ступенів.
Керівництво Сушківської загальноосвітньої школи: З вересня 2007 до вересня 2010 року директором Сушківської ЗШ 1-3 ст. працював Макарчук Сергій Федорович
З вересня 2010 року по серпень 2015 року директором Сушківської загальноосвітньої школи 1-3 ст. працювала Кучерук Наталія Петрівна.
З 1 вересня 2015 року директором Сушківської загальноосвітньої школи 1-3 ст. працює Литвинчук Лариса Миколаївна.
3 жовтня 2015 року відбулося світування 130-ї річниці з дня заснування Сушківської загальноосвітньої школи Коростенського району Житомирської області.
Цього святкового дня за підтримки місцевого сільгосппідприємства «Добре Поле» було офіційно відкрито Музей історії села Сушки.

### Торгівля
У Сушках працює магазин «Сушки Маркет», який діє за принципом супермаркету.

### Медицина
У Сушках діє сільська амбулаторія. На балансі амбулаторії є автомобіль невідкладної допомоги.

### Дозвілля
Біля магазину «Сушки Маркет» є літнє кафе.
На території Сушківської сільської ради діє Спеціалізоване лісомисливське господарство «Сушки».

### Відео
- YouTube [Архівовано 4 квітня 2016 у Wayback Machine.] До 130-ї річниці Сушківської ЗОШ у школі відкрили музей історії села
- YouTube [Архівовано 26 березня 2016 у Wayback Machine.] Сюжет про роботу сільгосппідприємства «Добре Поле» (село Сушки Коростенського району)
- YouTube Поліські традиції: День села Сушки
- YouTube [Архівовано 27 вересня 2016 у Wayback Machine.] На Житомирщині відсвяткували день села Сушки
- YouTube Сюжет про 130-річчя Сушківської школи
- YouTube [Архівовано 28 березня 2016 у Wayback Machine.] ТОВ «Добре Поле» підтримує громаду с. Сушки Коростенського району

### Фоторепортажі
- AgroNews [Архівовано 24 березня 2015 у Wayback Machine.] Жители Сушек отпраздновали День села